# Victor Adler
Victor Adler (* 24. Juni 1852 in Prag, Kaisertum Österreich; † 11. November 1918 in Wien) war Arzt, Journalist und österreichischer Politiker sowie Begründer der Sozialdemokratischen Arbeiterpartei.
Obwohl großbürgerlicher Herkunft und zuvor im Lager der Deutschnationalen aktiv gewesen, anfänglich liberaler Denkhaltung, entwickelte er sich durch die Erfahrungen mit der Arbeiterschaft, durch seine Beschäftigung mit dem Marxismus und sozialdemokratischen Anschauungen zu einem angesehenen Führer der österreichischen Sozialdemokratie. Durch sein Charisma und die Fähigkeit, Menschen von Kompromissen zu überzeugen, war er in der Lage, die unterschiedlichen Strömungen der österreichischen Arbeiterbewegung 1889 zu vereinen.
Durch personelle Einbindung sowohl der „Radikalen“ als auch der „Reformisten“, die sich auch in Adlers geschickten theoretischen Formulierungen in Parteiprogrammen wiederfinden konnten, gelang es ihm, zeit seines Lebens und darüber hinaus die Einheit der österreichischen Sozialdemokratie zu wahren. Im Rahmen des Einigungsparteitags in Hainfeld gelang es Victor Adler, die Sozialdemokratie zu einer staats- und kaisertreuen und damit mehrheitsfähigen Partei umzugestalten.

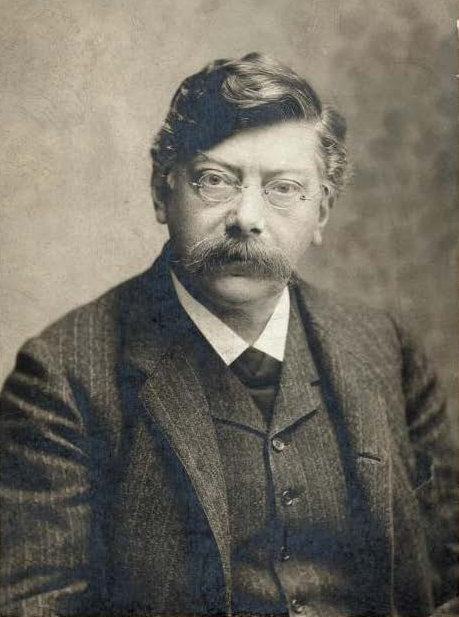
Victor Adler (um 1900)

## Leben

### Frühe Jahre

Adler (rechts) mit Engelbert Pernerstorfer (um 1870)

Jugendbildnis (um 1870)

Victor und Emma Adler (um 1880)

Victor wurde als ältestes von fünf Kindern des jüdischen Kaufmanns Salomon Markus Adler und seiner Frau Johanna (geb. Herzl) in Prag geboren. 1855 übersiedelte die Familie, die erst 1851 aus dem mährischen Leipník nach Prag gekommen war, nach Wien-Leopoldstadt, seit 1850 2. Bezirk der wachsenden Hauptstadt. Hier gelang es dem Vater, durch Realitätengeschäfte beträchtliches Vermögen zu erwerben.
Victor war ein schmächtiges, kleines Kind, das stotterte. Er absolvierte das Schottengymnasium, eine der besten Schulen Wiens. Heinrich Friedjung war einer seiner wenigen jüdischen Mitschüler in der katholischen Schule.
Adler studierte an der Universität Wien zunächst Chemie, anschließend 1872 bis 1881 Medizin und wurde auf Initiative seines ehemaligen Mitschülers Engelbert Pernerstorfer Mitglied der deutschnationalen Burschenschaft Arminia Wien (aufgrund ihrer Mützenfarbe als „braune Arminia“ bezeichnet, in Abgrenzung zur „blauen Arminia“). Das Medizinstudium schloss er 1881 mit der Promotion zum Dr. med. ab. Anschließend praktizierte er als Assistenzarzt von Theodor Meynert (1833–1892) an der Psychiatrischen Klinik des Allgemeinen Krankenhauses.
1878 lernte er Emma Braun (1858–1935) kennen, am 3. September 1878 heirateten die beiden, Sohn Friedrich kam 1879 zur Welt. Adler arbeitete ab 1882 in seiner Privatpraxis als Armenarzt und seit 1883 auch als Nervenarzt, ehe er sich journalistisch betätigte. 1882–1889 wohnte und praktizierte er im 9. Wiener Bezirk im geerbten Haus in der Berggasse 19. 1891 ließ sich Sigmund Freud in einem an dieser Adresse neu errichteten Haus nieder.

### Vom Deutschnationalismus zur Sozialdemokratie
Schon seit 1870 trafen sich Victor, sein Bruder Siegmund, der später Rechtshistoriker wurde, Friedjung und Pernerstorfer zu sonntäglichen Diskussionsrunden über die soziale und nationale Frage in der Adlerschen Villa in Wien-Döbling.
Politisch stand Adler zunächst der deutschnationalen Bewegung um Georg von Schönerer nahe und war, wie sein Freund Friedjung, Mitautor ihres 1882 veröffentlichten Linzer Programms. Nach dem Scheitern des Programms und weil er seine sozialen Forderungen in der deutschnationalen Bewegung kaum noch berücksichtigt sah, schloss sich Victor Adler einem sozialdemokratisch geprägten Arbeiterbildungsverein an. Vor allem der rasch wachsende Antisemitismus der Deutschnationalen hatte ihn von dieser Gruppierung Abstand nehmen lassen.

„Für Adler war das Judentum eine unsichtbare Ghettomauer, die ihn aus der Welt der europäischen Kultur ausschloß, in die er mit allem Fasern seines Wesens gehörte. […] und gerade als Führer einer gehaßten und verfemten Partei wurde er jahrelang zur Zielscheibe heftiger antisemitischer Angriffe.“

Während einer 1883 unternommenen Reise nach Deutschland, in die Schweiz und nach England als Vorbereitung auf eine (erfolglose) Bewerbung als Gewerbeinspektor traf er sich unter anderem mit Friedrich Engels, August Bebel und Wilhelm Liebknecht. Mit Engels und Bebel verbanden ihn seitdem lebenslange enge Freundschaften. Ergebnis dieser Reise war aber auch, dass er sich in diesen Ländern ein realistisches Bild von der Lage der dortigen Arbeiterbewegung machen konnte. Und er wurde angeregt, sich intensiver mit dem Marxismus, sozialdemokratischen Ideen und Erfahrungen sowie den Rechten und sozialen Existenzbedingungen der Arbeiter auseinanderzusetzen. Adlers politische Tätigkeit brachte ihm zwischen 1887 und 1900 17 Anklagen vor Gericht und insgesamt neun Monate Arrest ein.
1886 gründete Adler in Wien mit dem Erbe seines Vaters die Wochenzeitung „Gleichheit“, in der er in einer Reihe von aufsehenerregenden Artikeln das Elend der Wienerberger Ziegelarbeiter schilderte. Dabei schlich sich Adler in die Ziegelfabriken am Wienerberg ein und beschrieb die brutale Ausbeutung der meist tschechischen Arbeiter und ihrer Familien im Sinne einer investigativen Sozialreportage. Den Ziegelarbeitern brachte seine Kampagne zunächst die Abschaffung des seit 1885 ohnehin ungesetzlichen Trucksystems in den Lehmgruben im Süden Wiens und nach dem Ziegelarbeiterstreik des Jahres 1895 weitere soziale Reformen. Nach dem Verbot der „Gleichheit“ gründete Adler 1889 die „Arbeiter-Zeitung“ die zunächst zweimal im Monat, ab 18. Oktober 1889 wöchentlich erschien. Mit 1. Jänner 1895 brachte er das Blatt, für das er den größten Teil seines Vermögens opferte, als Tageszeitung heraus und gewann Friedrich Austerlitz zu seinem Nachfolger als Chefredakteur.

### Gründer der Sozialdemokratischen Arbeiterpartei
Im k.k. Österreich führten die verspätete Modernisierung und die Konzentration der Industrie auf den deutschösterreichisch-böhmischen Raum zu einer kompakten Arbeiterbewegung mit straffer Organisationsstruktur und dem Übergewicht der zentralen Führungsfigur Victor Adler. Er überwand, obwohl er als Intellektueller und wegen seiner bürgerlichen Herkunft anfangs als Außenseiter betrachtet wurde, die Richtungskämpfe der frühen Arbeiterorganisationen.
Der Durchbruch gelang Adler 1885 bei einer Versammlung gegen die von Ministerpräsident Eduard Taaffe geplanten Sozialistengesetze, an der zum ersten Mal seit langer Zeit wieder alle Richtungen der Arbeiterbewegung teilnahmen. Durch sein ausgleichendes Wirken kam es zu einer Resolution, die „Radikale“ und „Gemäßigte“ akzeptierten. Adlers Formel, der Kampf der Arbeiterklasse sei „mit allen zweckdienlichen und dem natürlichen Rechtsbewußtsein des Volkes entsprechenden Mitteln“ zu führen, überbrückte die Gegensätze erfolgreich.
Auf dem Hainfelder Parteitag vom 30. Dezember 1888 bis 1. Jänner 1889 vereinigte Victor Adler die verschiedenen sozialdemokratischen Gruppen – Gewerksvereine, Gewerkschaften und Genossenschaften, die „Radikalen“ und die „Gemäßigten“ im kaiserlichen Österreich und gilt damit als Begründer der Sozialdemokratischen Arbeiterpartei, SDAP, aus der die heutige Sozialdemokratische Partei Österreichs, SPÖ, hervorging. Adler wurde zum ersten Vorsitzenden der neuen Partei gewählt. „Das Charisma Adlers […] festigte die Partei und hielt sie zusammen. Jedenfalls ist die Geschichte dieses Mannes die Geschichte seiner Partei, und den Mann zu verstehen, heißt: die gesellschaftlichen Kräfte begreifen, die er personifizierte“.
Adler, der sich selbst als „Hofrat der Nation“ bezeichnete, verstand es meisterhaft, einen Ausgleich zwischen den Flügeln der Partei, zwischen „Theorie“ und „Praxis“, zu finden.
Hermann Bahr beschrieb das Charisma Adlers:

„Dennoch fand ich mich gleich mit geheimnisvoller Macht von ihm angezogen; ich kann’s nicht anders sagen: Er bezauberte mich. Vielleicht zunächst dadurch, daß er der erste wahrhaft kluge Mensch war, dem ich auf meinem Weg begegnet bin. […] Und indem ich ihn an der Arbeit sah, erriet ich nun erst, welche Leidenschaft dem unerbittlichen Verstand dieses Mannes beigegeben war.“

Adler gehörte zum liberalen, gemäßigten Flügel der Partei, der die Rechte der Arbeiter mit demokratischen Mitteln durchsetzen wollte. Besonders setzte er sich für die Zusammenarbeit mit der ungarischen und südslawischen Arbeiterbewegung in der Doppelmonarchie Österreich-Ungarn ein.

„Seine kraft- und wirkungsvolle Rhetorik und seine persönliche Herzlichkeit erklären am besten seinen Aufstieg zu jener Führerpersönlichkeit, die die Sozialdemokratie brauchte. Er bestand theoretisch auf dem Primat der Ökonomie und der Notwendigkeit der Revolution, orientierte aber sein Leben und seine Politik an den Kriterien von Vernunft, Gerechtigkeit und gewaltloser Opposition gegen den Kapitalismus.“

### Reformbestrebungen für Altösterreich und das allgemeine Männerwahlrecht
1899 war Adler maßgeblich an der Erstellung des Brünner Programms beteiligt, in dem zur Lösung des Nationalitäten- und Sprachproblems des k.k. Österreich die Bildung eines demokratischen Nationalitätenbundesstaates gefordert wurde. (Das Programm bezog sich nicht auf Altungarn, das so genannte Transleithanien.)
Seit 1901 war er, obwohl nach wie vor Vorsitzender der Partei, nur Abgeordneter im Landtag von Niederösterreich. Da er nicht in aussichtsreichen Wahlkreisen kandidierte, konnte er erst spät, 1905, durch Nachwahlen in Reichenberg, Böhmen, in den Reichsrat, das Parlament Altösterreichs, einziehen, wo er sich bald beträchtliches Ansehen erwarb.

„Adler scheint außerdem infolge seiner Persönlichkeitsstruktur und seines eher autoritären Führungsstils in der Partei über politische Kampfgemeinschaften hinaus keine persönliche Hausmacht besessen zu haben, die sich aus eigenem Antrieb für eine sichere Kandidatur des Parteiführers eingesetzt hätte.“

Adler trat nicht für Revolution und Gewalt ein, sondern war für gemäßigtes Vorgehen, um die Sache der Arbeiter nicht zu gefährden. Sein größtes politisches Anliegen, das allgemeine Wahlrecht für Männer, erreichte er nicht durch Drohungen, sondern mit Hilfe geschickter Arrangements mit den Mächtigen.
So trug er 1906 als Vermittler zwischen den Parteien im Reichsrat und der k.k. Regierung maßgeblich zur Verabschiedung des allgemeinen Männerwahlrechts unter Ministerpräsident Beck bei. Nach den ersten Wahlen, an denen alle Männer teilnehmen konnten, zogen die Sozialdemokraten 1907 mit 87 von 516 Mandaten als stärkste Partei in den Reichsrat ein.
Adler bemühte sich um die Einheit der Sozialdemokraten im kaiserlichen Österreich, konnte aber die Abspaltung der tschechischen Sozialisten 1911 nicht verhindern. Auf der II. Internationale, dem Basler Kongress, setzte er sich für einheitliche Friedenspolitik der Sozialdemokratie in Europa ein.

### Kritik von Otto Bauer
Die Politik der österreichischen Sozialdemokratie wurde von 1889 bis in den Ersten Weltkrieg wesentlich von Victor Adler mit seiner betont reformistischen Haltung bestimmt und geprägt. Er führte den Kampf gegen die imperialistische österreichische Balkanpolitik mit einiger Zurückhaltung. Dies führte zur Kritik Otto Bauers, der in großdeutschem Wunschdenken die Verknüpfung des deutschen Volkes an den verwesenden Leichnam der Habsburgermonarchie ablehnte.
Für Bauer führte Adlers Kampf um die Demokratie, zur Umgestaltung und Modernisierung der alten Monarchie, eher zu deren Sprengung. Aber auch Adler bezeichnete die innenpolitische Stagnation seit der Regierung Koerber 1900–1904 als Schrecken ohne Ende.

### Adlers „Burgfriedenspolitik“ bis Sommer 1916
Bei Ausbruch des Ersten Weltkrieges war der Reichsrat vertagt (und blieb dies auch bis 1917). Adler trat dennoch für die Annahme der Kriegskredite ein, da er Österreich-Ungarn in einem Verteidigungskrieg sah. Zu Kriegsbeginn ließ Adlers antirussische Orientierung, die in einer zaristischen Fremdherrschaft das schlimmste sah, ihn an den Verteidigungscharakter des Krieges glauben. Er war bereit, die Politik im Krieg zum „Zwecke der Selbstverteidigung“ anzuhalten. Für diese Politik, von seinen Gegnern am linken Flügel der Partei als „Burgfriedenspolitik“ bezeichnet, wurde er heftig angegriffen.
Es gehe um die Existenz Deutschlands, um Selbstbehauptung und Sein des deutschen Volkes, dessen Ziele, angesichts der russischen Bedrohung, mit denen des Proletariats identisch seien.
Hier brach Adlers ältere deutschnationale Einstellung mit ihrer Fixierung auf Berlin und ihrer Angst vor Russland wieder durch. Er hielt die Zustimmung der deutschen Sozialdemokraten zu Kriegskrediten und Burgfrieden im deutschen Reichstag für richtig. Er sagte, die österreichische Sozialdemokratie hätte in einem arbeitsfähigen Parlament ebenso votiert.
Ende März 1916 beschloss die Reichskonferenz der sozialdemokratischen Arbeiterpartei in Österreich:

„Eine die Notwendigkeiten der Völker erfüllende, dauernd befriedigende Ordnung des Südostens von Europa kann nur durch die Ausgestaltung Österreich-Ungarns zu einem demokratischen Bundesstaat erzielt werden, in dem allen Nationen gleiches Recht und gleiche Entwicklungsmöglichkeiten verbürgt und ihre Kraft zu einem großen politischen und wirtschaftlichen Ganzen zusammengefasst wird und an das sich ein freies und unabhängiges Polen im Norden und ein unabhängiger Bund freier Balkanvölker im Süden im eigensten wie im gemeinsamen Interesse zu einem großen Verband anschließen könnten.“

Die wirtschaftliche Annäherung an Deutschland wurde nur akzeptiert, wenn freier Handel gewährleistet sei, ein protektionistisches Mitteleuropa wurde als imperialistisch abgelehnt. Renners Forderung nach einer umfassenden territorialen Neuregelung. um einen dauerhaften Frieden zu erreichen, rief die offene Kritik Adlers hervor. Aber auch Adler sah sich wegen der Polenfrage gehindert, frühzeitig das populäre Schlagwort vom Frieden ohne Annexionen aufzugreifen.
Bis Sommer 1916 rechnete Adler mit einem Sieg und trachtete daher, das erwartete Einlenken der Westmächte nicht durch innenpolitische Opposition zu behindern.

### Sozialdemokratische Friedenspolitik 1916–1918
Im Herbst 1916 wandelten sich jedoch Ziele und Haltung der Sozialdemokraten entscheidend: Die Reichskonferenz der deutschen sozialdemokratischen Partei Österreichs beschloss am 5. November 1916:

„Die Regierung ist nachdrücklich aufzufordern, nach Vereinbarung mit den verbündeten Regierungen in einer öffentlichen Kundgebung deutlich zu erklären, dass die Mittelmächte jederzeit bereit seien, in Friedensverhandlungen einzutreten unter der Bedingung, dass alle Mächte auf direkte und indirekte Annexionen und auf Kriegsentschädigungen verzichten.“

Am 21. Oktober 1916 erschoss einer der Söhne Victor Adlers, Friedrich, aus Protest gegen die Kriegsdiktatur in Altösterreich den k.k. Ministerpräsidenten Karl Stürgkh. Er wurde zum Tode verurteilt, aber vom am 21. November 1916 auf den Thron gelangten Kaiser Karl zu lebenslangem Kerker begnadigt (und zum Ende der Monarchie 1918 freigelassen). Der äußerst erschütterte Vater schrieb diese Tat dem „beinahe pathologischen Idealismus“ des Kriegsgegners Friedrich zu.
Am 11. Dezember 1916 forderte die Landeskonferenz der deutschen Sozialdemokratie in Niederösterreich neben einem annexionslosen Frieden von der k.k. Regierung auch die vollständige und sofortige Freigabe der Erörterung der Kriegsziele in Presse und Versammlungen, die durch die Kriegszensur verhindert wurde.
Bei einer sozialdemokratischen Friedensversammlung am 28. Dezember 1916 reagierte Adler positiv auf das inzwischen erfolgte Friedensangebot der Mittelmächte, von dessen Ernst er überzeugt war. Diplomaten und Politiker hätten endlich die Gedanken des Friedens, die bei den Sozialdemokraten seit Kriegsbeginn verfolgt wurden, propagiert. Bisher sei das nicht möglich gewesen, denn wenn man stärker sei, wolle man den Frieden nicht machen; wenn man schwächer sei, könne man nicht, um kein Zeichen der Schwäche zu geben. Nun wolle man einen baldigen Frieden, in dem kein Staat gedemütigt werde, aber keinen Friedensschluss, der die Keime eines zukünftigen Krieges in sich trage.
Seit der Oktoberrevolution von 1917 war die russische Bedrohung vorbei, und Adler gab seine ursprüngliche Politik resignativer Anpassung auf. Den seit Einberufung des Reichsrats im Frühjahr 1917 gewachsenen Einfluss der Partei setzte er ein, um innenpolitische Konzessionen und eine Verstärkung der Friedensbereitschaft der Regierung zu erreichen. Im Zusammenhang mit den Verhandlungen in Brest-Litowsk wurde Adler die Notwendigkeit, die Politik des k.u.k. Außenministers Czernins gegenüber den imperialistischen Ambitionen der dritten Obersten Heeresleitung des Deutschen Reiches zu unterstützen, klar. Auf der sozialistischen Friedenskonferenz, die im Juni 1917 in Stockholm stattfand, fordert Adler eine Beendigung des Krieges auf Grundlage eines Verständigungsfriedens.
Zwischen dem 3. und dem 25. Jänner 1918 erfasste der so genannte Jännerstreik weite Teile der Monarchie. Über 700.000 Arbeiter traten in den Ausstand, vor allem wegen der materiell bedrängten Situation, aber auch wegen der durch Brest-Litowsk genährten Friedenserwartungen. Die Jännerstreiks, deren politische Ursachen auch die den Frieden gefährdenden deutschen Kriegsziele in Brest-Litowsk waren, benutzte Adler, um die k.k. Regierung in Wien gegen die Annexionsforderungen in Brest festzulegen. Otto Bauer wiederum nützte sie zum Versuch, die sozialdemokratische Nationalitätenpolitik in Richtung Selbstbestimmungsrecht der Völker und großdeutsche sozialistische Allianz zu ändern.
Das neue Nationalitätenprogramm der Linken zielte in der Sache auf die Auflösung der Monarchie in selbstständige Nationalstaaten und die Vereinigung der deutschen Gebiete mit dem Deutschen Reich. Adler hingegen hielt am Programm einer Demokratisierung Altösterreichs und der Schaffung eines Nationalitätenbundesstaates fest. Adler errang schließlich die Zustimmung zum Abbruch des Streiks, weil die Militärs nicht gezögert hätten, mit militärischer Gewalt dagegen vorzugehen. Dennoch gelang es ihm, die Einheit der Partei zu bewahren, indem er den linken Flügel mit Bauer als seinem Stellvertreter und designierten Nachfolger einbinden konnte.
Die Parteiführung um Adler verlangte am 16. Jänner 1918 in einem Aufruf:

„Frieden ohne offene und ohne verhüllte Eroberungen, […] Frieden auf der Grundlage des unverfälschten Selbstbestimmungsrechts beider Völker. […] Ließe man die Verhandlungen in Brest-Litowsk an dieser Streitfrage scheitern, so müßten wir den Krieg gegen Russland weiterführen, damit der Kaiser von Österreich zum König von Polen gewählt werde und damit der König von Preußen wirtschaftlich und militärisch über Kurland und Litauen verfüge!“

Adlers Ablehnung der Zimmerwalder Bewegung, die den Krieg seit 1915 als „Krieg der Kapitalisten“ bezeichnete, dem die internationale Arbeiterbewegung Frieden und Solidarität entgegenzusetzen habe, beruhte auch auf der irrigen Auffassung, die deutsche Regierung sei im Frühjahr 1918 zu maßvollen Friedensbedingungen, vor allem im Westen, bereit. Die deutschen Sozialdemokraten, die ihn dies glauben machten, wollten allerdings aus innenpolitischen Gründen selbst nicht auf Elsaß-Lothringen verzichten.
Adlers Fernziel im Osten war ein unabhängiges Polen, Galizien bliebe bei der Monarchie, was eine staatenbündische Lösung im Rahmen der Gesamtmonarchie oder eine mitteleuropäische Neuordnung verlangte. Adlers Haltung zum Krieg beruhte letztlich auf einer Fehleinschätzung der Kriegsziele der Mittelmächte.

### Staatsamt und Tod

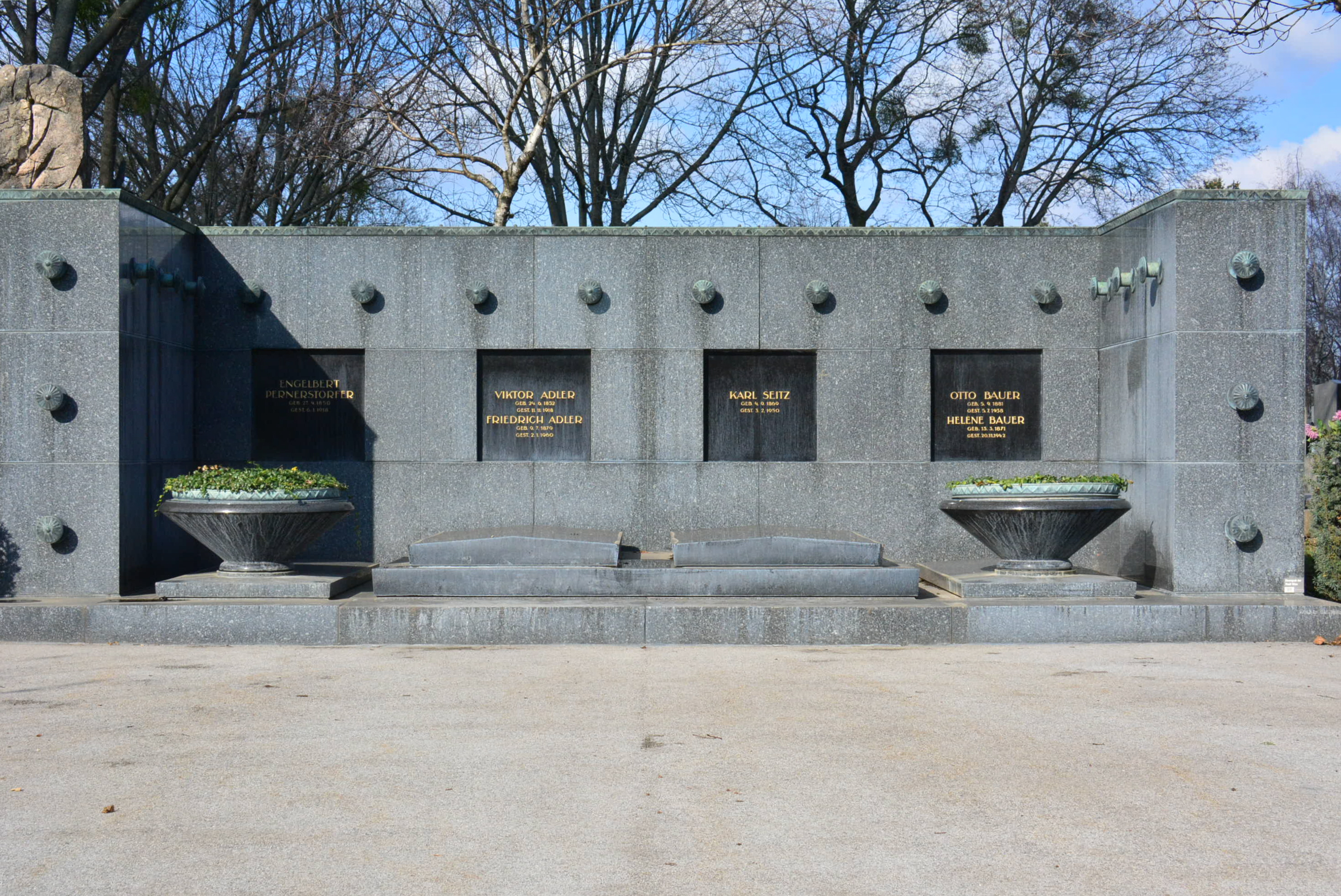
Wiener Zentralfriedhof – Grabanlage mit den letzten Ruhestätten von Victor Adler, Otto Bauer, Karl Seitz und Engelbert Pernerstorfer

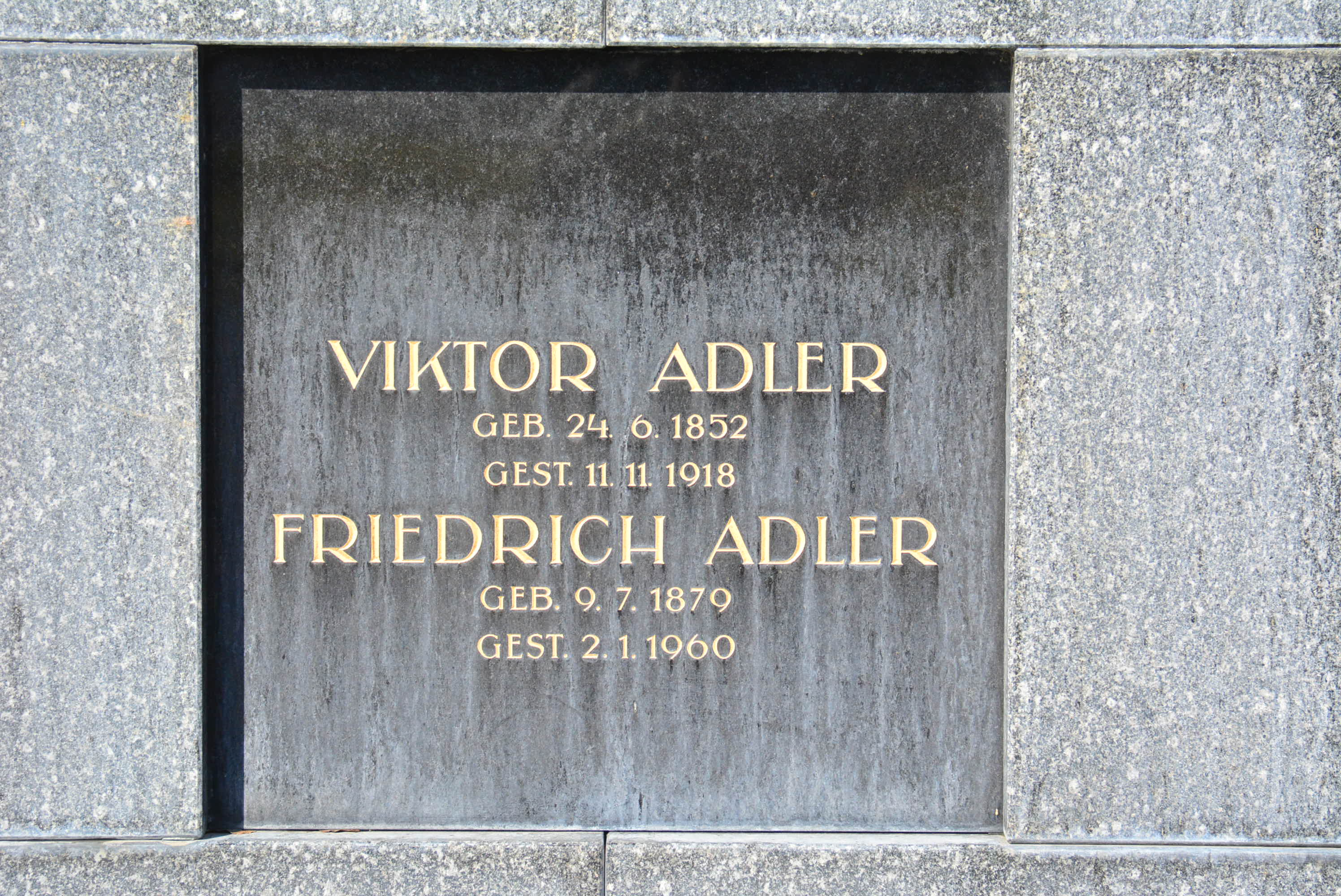
Detail

In einer Rede in der Provisorischen Nationalversammlung für Deutschösterreich im November 1918 bezeichnete Adler den Zusammenbruch der Habsburgermonarchie als „eine Teilerscheinung des allgemeinen Sieges der Demokratie“ in der ganzen Kulturwelt, die es ermöglichen werde, „auf den Trümmern der kapitalistischen Weltordnung den Sozialismus aufzurichten“. Mommsen sieht bei ihm allerdings „Illusionen“ eines unblutigen Übergangs zu einer „demokratischen Gesellschaft“.
In der am 30. Oktober 1918 vom Vollzugsausschuss (später Staatsrat) der Provisorischen Nationalversammlung bestellten ersten Regierung des neuen Staates, der Staatsregierung Renner I, war Adler, obwohl bereits schwer herzkrank, bis zu seinem Tod am 11. November 1918 Staatssekretär des Äußeren (Außenminister). Er traf in dieser Funktion in Schloss Schönbrunn mit Kaiser Karl und Kaiserin Zita zusammen, um über den Übergang von der alten zur neuen Ordnung zu verhandeln. Nachdem sein ursprünglicher Vorschlag eines demokratischen Nationalitätenbundesstaates mangels Interesses der anderen Nationalitäten Altösterreichs gescheitert war, trat er für den Anschluss Deutschösterreichs an das Deutsche Reich ein. Dieser wurde am 11. November 1918, als Adler noch lebte und Kaiser Karl I. auf jeden Anteil an den Staatsgeschäften verzichtete, als Antrag formuliert und von der Provisorischen Nationalversammlung am 12. November 1918, dem Tag nach Adlers Tod, ebenso wie die Republik als definitive Staatsform beschlossen. An den Vorbereitungen dazu hatte Adler noch mitgewirkt. In der letzten Reichsratssitzung wurde am 12. November ein Nachruf auf Adler gehalten.

### Nachleben

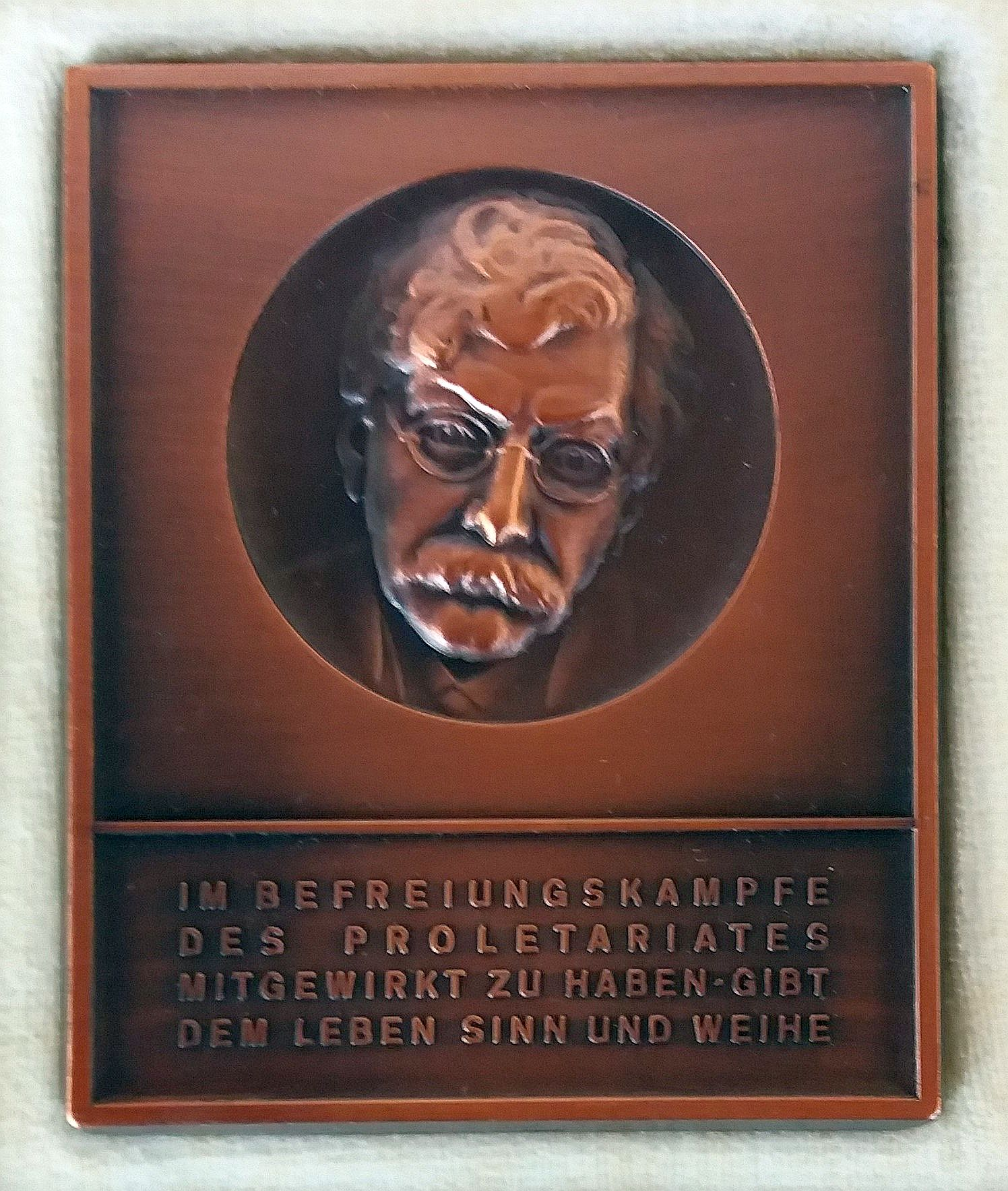
Porträt auf der Viktor-Adler-Plakette

Otto Bauer schrieb später in der Einleitung zu Adlers Aufsätzen, Reden und Briefen:

„Adler hat den Kampf um die Demokratie in dem Glauben geführt, die Demokratie könne das alte Österreich umgestalten, modernisieren; in Wirklichkeit mußte sie es sprengen.“

Adler nahm für den Aufbau der sozialdemokratischen Bewegung große persönliche, gesundheitliche und finanzielle Risiken in Kauf, insbesondere verwendete er sein gesamtes Vermögen für den Aufbau der sozialdemokratischen Idee, die Partei und die Arbeiterzeitung.
Adlers Politik war, die Radikalen einzubinden und dadurch gewaltsame Revolten zu verhindern. Dadurch sicherte er Deutschösterreich den weitgehend gewaltlosen Übergang von der Monarchie zur demokratischen Verfassung der Ersten Republik mit der Besonderheit der unmittelbaren Souveränität des Parlaments. Sein Wunsch einer Angliederung an Deutschland resultierte auch aus der Befürchtung, Deutschösterreich könne aufgrund seiner autoritären inneren Strukturen und Traditionen allein nicht imstande sein, Demokratie zu praktizieren. Adlers Politik des demokratischen Sozialismus verurteilte dessen Gegner innerhalb der Arbeiterbewegung auf Dauer zu einer unsignifikanten Minderheit.
Anfang der 1920er-Jahre wurde Adlers Privatbibliothek von der Sozialwissenschaftlichen Studienbibliothek der Kammer für Arbeiter und Angestellte für Wien erworben.

## Ehrungen

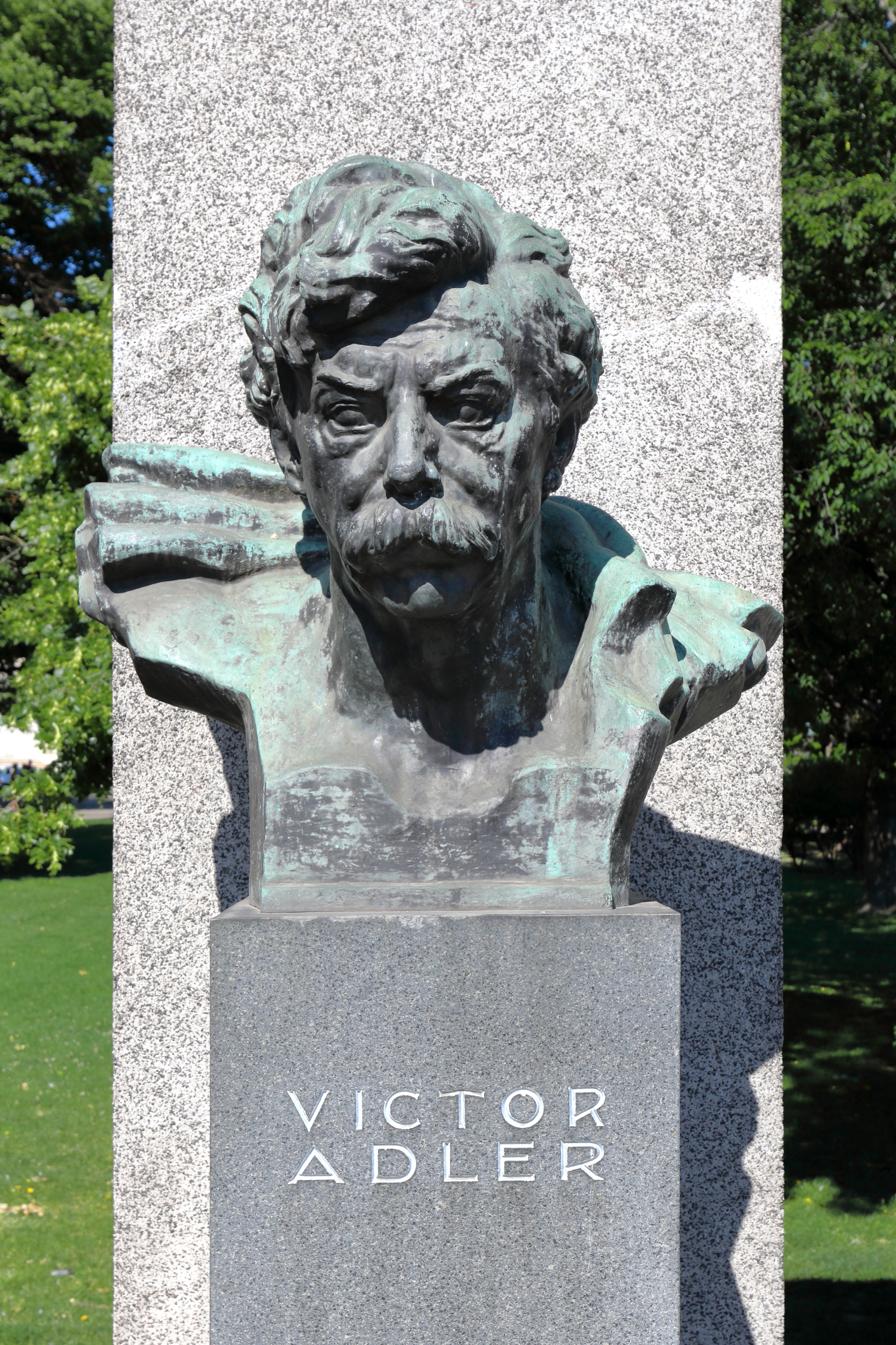
Büste von Anton Hanak, 1928

- Ehrenhalber gewidmetes Grab: Wiener Zentralfriedhof, Gruppe 24-5-1[45]
- Gedenktafel: Wien, 6. Bezirk, Gumpendorfer Straße 54 (Wohnhaus 1905–1918)
- Büste (von Anton Hanak) am Denkmal der Republik, Wien, 1. Bezirk, Dr.-Karl-Renner-Ring (zwischen Palais Epstein und Parlament), enthüllt am 12. November 1928
- Büste (von Holzmannhofer) am Haus des ehemaligen Arbeiterbetriebsrates der Wiener Ziegelwerke in der Kleingartenanlage Zwillingsee (Wienerberg), 10. Bezirk, Fürstenhoferstraße 1

In Österreich wurden auch zahlreiche öffentliche Verkehrsflächen oder Wohnhausanlagen nach ihm benannt, etwa:
- Viktor-Adler-Platz: Wien, 10. Bezirk, benannt 1919 und 1945 (1938–1945 Horst-Wessel-Platz)[5]
- Victor-Adler-Hof, städtische Wohnhausanlage, Wien, 10. Bezirk, Triester Straße 57–65, erbaut nach Plänen von Engelbert Mang 1923–1924
- Victor Adler Platz: Hainfeld (NÖ), im Gedenken an den Hainfelder Parteitag
- Viktor-Adler-Weg: Linz, Auwiesen
- Viktor-Adler-Straße: St. Pölten, (NÖ)

Die Sozialdemokratische Partei Österreichs ehrt besonders verdienstvolle Mitglieder mit der „Viktor-Adler-Plakette“.

## Schriften
- Die Arbeiterkammern und die Arbeiter. Wien 1886. Universitätsbibliothek Eichstätt-Ingolstadt
- „Die Gleichheit“ vor dem Ausnahmsgericht. Stenographischer Bericht über die Schlussverhandlung gegen Dr. V. Adler und L.A. Bretschneider am 27. Juni 1889.   Wien 1889.
- Stepniak: Der russische Bauer. Autorisierte Übersetzung von Dr. Vikor Bauer. J. H. W. Dietz, Stuttgart 1893. BSB (=Internationale Bibliothek 15)
- Schwurgerichtsverhandlung gegen Victor Adler über die Anklage der Verbrechen der Störung der öffentlichen Ruhe, der Religionsstörung, der Vergehen der Aufwiegelung etc... begangen durch Reden im Gablonzer Bezirke, durchgeführt vor dem Reichenberger Schwurgerichte vom 17. bis 20. November 1893 nach stenographischen Aufzeichnungen. Wien 1894. Google
- Die Lage in Oesterreich und der sozialdemokratische Parteitag. In: Die Neue Zeit. Revue des geistigen und öffentlichen Lebens. 12. Jg. (1893–94), 2. Band (1894), Heft 33, S. 197–205. FES
- Die Lage in Oesterreich und der sozialdemokratische Parteitag. In: Die Neue Zeit. Revue des geistigen und öffentlichen Lebens. 12. Jg. (1893–94), 2. Band (1894), Heft 34, S. 232–241. FES
- Unmaßgebliche Betrachtungen.  In: Die Neue Zeit. Revue des geistigen und öffentlichen Lebens. 19. Jg. (1900–1901), 2. Band (1901), Heft 51, S. 775–780. FES
- Parteivorstand der Sozialdemokratischen Arbeiterpartei Deutschösterreichs (Hrsg.): Victor Adlers Aufsätze, Reden und Briefe. Verlag der Wiener Volksbuchhandlung, Wien
  - Band 1. Victor Adler und Friedrich Engels. 1922. Archive.org
  - Band 2. Victor Adler vor Gericht. 1923. Archive.org
  - Band 3. Adler als Sozialhygieniker. 1924. Universität Wien Phaidra
  - Band 4. Victor Adler über Arbeiterschutz und Sozialreform. 1925. Universität Wien Phaidra
  - Band 5. Victor Adler über Fabrikinspektion, Sozialversicherung und Arbeiterkammern. 1925. MDZ
  - Band 6. Victor Adler der Parteimann. 1. Der Aufbau der Sozialdemokratie. 1929.
  - Band 7. Victor Adler der Parteimann. 2. Internationale Taktik. 1929.
  - Band 8. Victor Adler der Parteimann. 3. Österreichische Politik. 1929.
  - Band 9. Victor Adler der Parteimann. 4. Um Krieg und Frieden. 1929.
  - Band 10. Victor Adler der Parteimann. 5. Der Kampf um das Wahlrecht. 1929. Arvide.org
  - Band 11. Victor Adler der Parteimann. 6. Parteigeschichte und Parteipolitik. 1929. Arcive.org
- Aus seinen Reden und Schriften. Ausgewählt von Anton Tesarek. Wiener Volksbuchhandlung, Wien 1947. (=Große Gestalten des Sozialismus 1)
- Victor Adler. Briefwechsel mit August Bebel und Karl Kautsky sowie Briefe von und an Ignaz Auer, Eduard Bernstein, Adolf Braun, Heinrich Dietz, Friedrich Ebert, Wilhelm Liebknecht, Hermann Müller und Paul Singer. Gesammelt und erläutert von Friedrich Adler. Verlag der Wiener Volksbuchhandlung, Wien 1954.
- Gerd Callesen, Wolfgang Maderthaner (Hrsg.): Victor Adler – Friedrich Engels Briefwechsel. Verein für Geschichte der Arbeiterbewegung. Dokumentation 1–4/2009. Wien 2009.